# Maria Fortuna Incostante
Maria Fortuna Incostante (Napoli, 10 luglio 1952) è una politica italiana.

## Biografia
Insegnante di scuola elementare, attiva in politica fin dalla gioventù con il PCI e poi con il PDS. Alle elezioni politiche del 1994 è candidata alla Camera dai Progressisti, venendo sconfitta nel collegio uninominale di Napoli-Ischia da Alessandra Mussolini. 
Confluita nel 1998 nei neonati Democratici di Sinistra, nella primavera 2000 è nominata assessore alle pari ppportunità nella giunta regionale campana di Antonio Bassolino (con deleghe alle risorse umane, alla riforma dell'amministrazione regionale e al sistema delle Autonomie); rimane in carica fino al 2005.
Alle elezioni politiche del 2006 viene eletta alla Camera dei Deputati con l'Ulivo; nel 2007 confluisce nel neonato PD, con il quale viene eletta al Senato della Repubblica alle elezioni del 2008. Conclude il proprio mandato parlamentare nel 2013.